# Creep (Radiohead)
Creep is een single van de Britse alternatieve rockgroep Radiohead. Het nummer werd in 1992 uitgebracht als hun debuutsingle. Een jaar later verscheen het als albumnummer op Pablo Honey en werd het opnieuw als single uitgegeven. De Britse radiozender BBC 1 weigerde het liedje te spelen, omdat het zo deprimerend was. De groep wist er de zevende plaats in de UK Singles Chart mee te bereiken. Door het succes van Creep werd Radiohead aanvankelijk gezien als eendagsvlieg, totdat ze in 1995 met het album The Bends en de bijbehorende singles meer succes boekten.
In de brug van de song zit een regel die melodisch grotendeels overeenkomt met de eerste regel uit de coupletten van The air that I breathe van The Hollies, een nummer geschreven door Albert Hammond en Mike Hazlewood. Radiohead kreeg daarom een proces aangespannen vanwege plagiaat. Radiohead werd veroordeeld en sindsdien worden Hammond en Hazlewood als medeschrijvers aan het nummer genoemd.
Op hun beurt dreigde Radiohead Lana Del Rey aan te klagen omdat zij het akkoordenschema en de melodie van Creep grotendeels zou hebben gekopieerd en verwerkt in haar track Get Free uit 2017. De zaak is niet voor de rechter gekomen.

## Hitnoteringen

### NPO Radio 2 Top 2000
| Nummer met noteringen in de NPO Radio 2 Top 2000 | '07 | '08  | '09 | '10 | '11 | '12 | '13 | '14 | '15 | '16 | '17 | '18 | '19 | '20 | '21 | '22 | '23 | '24 |
| ------------------------------------------------ | --- | ---- | --- | --- | --- | --- | --- | --- | --- | --- | --- | --- | --- | --- | --- | --- | --- | --- |
| Creep                                            | 176 | 1018 | 283 | 130 | 129 | 116 | 115 | 102 | 117 | 75  | 65  | 87  | 83  | 62  | 66  | 57  | 50  | 54  |

1. ↑  Een vetgedrukt getal geeft de hoogste notering aan.
2. ↑  2007 was het eerste jaar met een notering voor dit nummer.

## Andere vertolkingen
- De Engelse komiek Bill Bailey speelde Creep met een groep Indiase muzikanten tijdens zijn voorstelling Tinselworm in 2008.
- Creep is het slotnummer van het album Radiohead, A Jazz Symphony van het Noordpool orkest met jazzy orkestversies van Radioheadnummers.